# Njoben Tukulor
Njoben Tukulor är en ort i Gambia. Den ligger i regionen Central River, i den nordöstra delen av landet, 180 km öster om huvudstaden Banjul. Antalet invånare var 178 vid folkräkningen 2013.